# Стамбульские новости
«Стамбульские новости» — Первая русскоязычная еженедельная иллюстрированная газета, упоминаемая в истории и как журнал, издавалась с 23 октября 1909 года по 4 июня 1910 года в Константинополе (ныне Стамбул), Турция. Первая русскоязычная газета в Турции издаваемая в русской типографии Константинополя. 

## История
Целью создания газеты являлось взаимовыгодное развитие на почве  культурных и экономических связей между Россией и Турцией. Выходила по пятницам. Всего вышло 33 номера. Главный редактор — российский государственный и общественный деятель, дипломат и публицист Джелал-эд-Дин Коркмасов. Директор — Ахмед Джевад.
Газета распространялась в Турции, России, Болгарии и ряде стран Западной Европы. Финансировалась из личных средств Джелал-эд-Дина Коркмасова и пожертвований эмигрантов. Коркмасов при поддержке российских послов в Константинополе несколько раз безуспешно пытался добиться от российских властей беспошлинного ввоза газеты в Россию.
Министр иностранных дел Александр Извольский от имени главного редактора Джелал-эд-Дина Коркмасова направил премьер-министру и министру внутренних дел Петру Столыпину донесение от 5 декабря 1909 года, в котором содержалось ходатайство о поддержке газеты российским правительством. В ответ в Министерство иностранных дел 28 января 1910 года поступило письмо, в котором говорилось, что министр финансов «не признал возможным удовлетворить ходатайство проживающего в Константинополе русского подданного Джелал Эд-Дина Коркмасова».
23 февраля 1910 года министр иностранных дел Сергей Сазонов от имени тайного советника Кимона Аргиропуло отправил письмо в адрес министра финансов Владимира Коковцова с просьбой разрешить беспошлинный ввоз в Россию издаваемой в Константинополе газеты. В ответном письме от 28 января 1910 года сообщалось об отказе удовлетворить ходатайство об отмене пошлины из-за отсутствия оснований.
В апреле 1910 года первый советник посла российского императорского посольства в Константинополе Сергей Боткин от имени чрезвычайного полномочного посла России в Турции Николая Чарыкова направил письмо в адрес вице-директора первого департамента и заместителя министра иностранных дел Aнатолия Нератова с просьбой разъяснить отказ в удовлетворении ходатайства Коркмасову.
Усилия российского посольства в Константинополе в отстаивании интересов газеты не принесли результатов. Положительного решения на беспошлинный ввоз в Россию газеты «Стамбульские новости» получено не было. К весне 1910 года газета начала испытывать трудности в финансировании. После проверки инициированной МВД и департаментом духовных дел иностранных исповеданий МИД России, распространение газеты было решено прекратить под предлогом «паносманской пропаганды».
Вместе с тем, «Стамбульские новости» стали не отвечать требованиям политического и идеологического курса младотурок, проводящих реакционную политику. Весной 1910 года они начали притеснения оппозиционной печати в Турции. Ответом на эти гонения властей стало самоликвидация газеты, прекратившей выпуск номеров с 10 июня 1910 года.
В газете публиковались турецкие и европейские ученые, общественные и государственные деятели, историки и политологи. На страницах издания публиковались статьи  Исмаила Кемали, Гусейна Джавида, Алексея Ширинского. В литературном отделе публиковали свои стихи и новеллы Тевфик Фикрет, Ахмет Мидхат, Ахмед Хикмет и другие.